# Asparagopsis taxiformis
Asparagopsis taxiformis (limu kohu), anteriormente A. sanfordiana, é uma espécie de alga vermelha, com distribuição cosmopolita em águas tropicais a temperadas quentes. Os pesquisadores demonstraram que alimentar ruminantes com uma dieta contendo 0,2% de algas marinhas A. taxiformis reduziu suas emissões de metano em quase 99%.

## Vida útil
Como muitas algas vermelhas, A. taxiformis tem um ciclo de vida haplodiplofásico, com cada fase morfologicamente distinta. O estágio diplóide da espécie foi inicialmente descrito como Falkenbergia hillebrandii (Bornet) Falkenberg 1901 porque se pensava ser uma espécie separada.

## Usos culinários

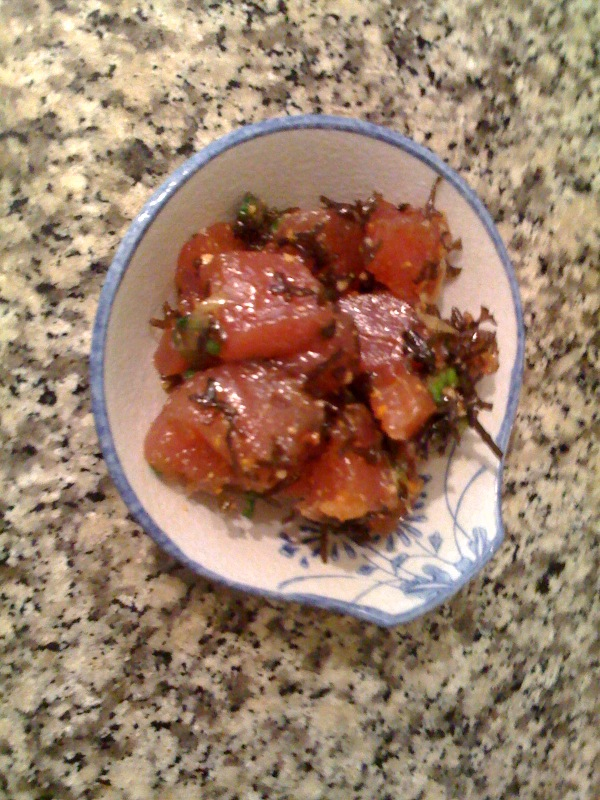
Ahi limu cutucar.

Asparagopsis é um dos tipos mais populares de limu.  na culinária do Havaí, é principalmente um condimento. É conhecido como Limu kohu na língua havaiana, que significa "alga marinha agradável". Limu kohu tem um sabor amargo, que lembra um pouco o iodo, e é um ingrediente tradicional do poke.
O óleo essencial de limu kohu contém 80% de bromofórmio (tri-bromo-metano) em peso. Também inclui muitos outros compostos orgânicos contendo bromo e iodo.

## Redução das emissões de metano em ruminantes

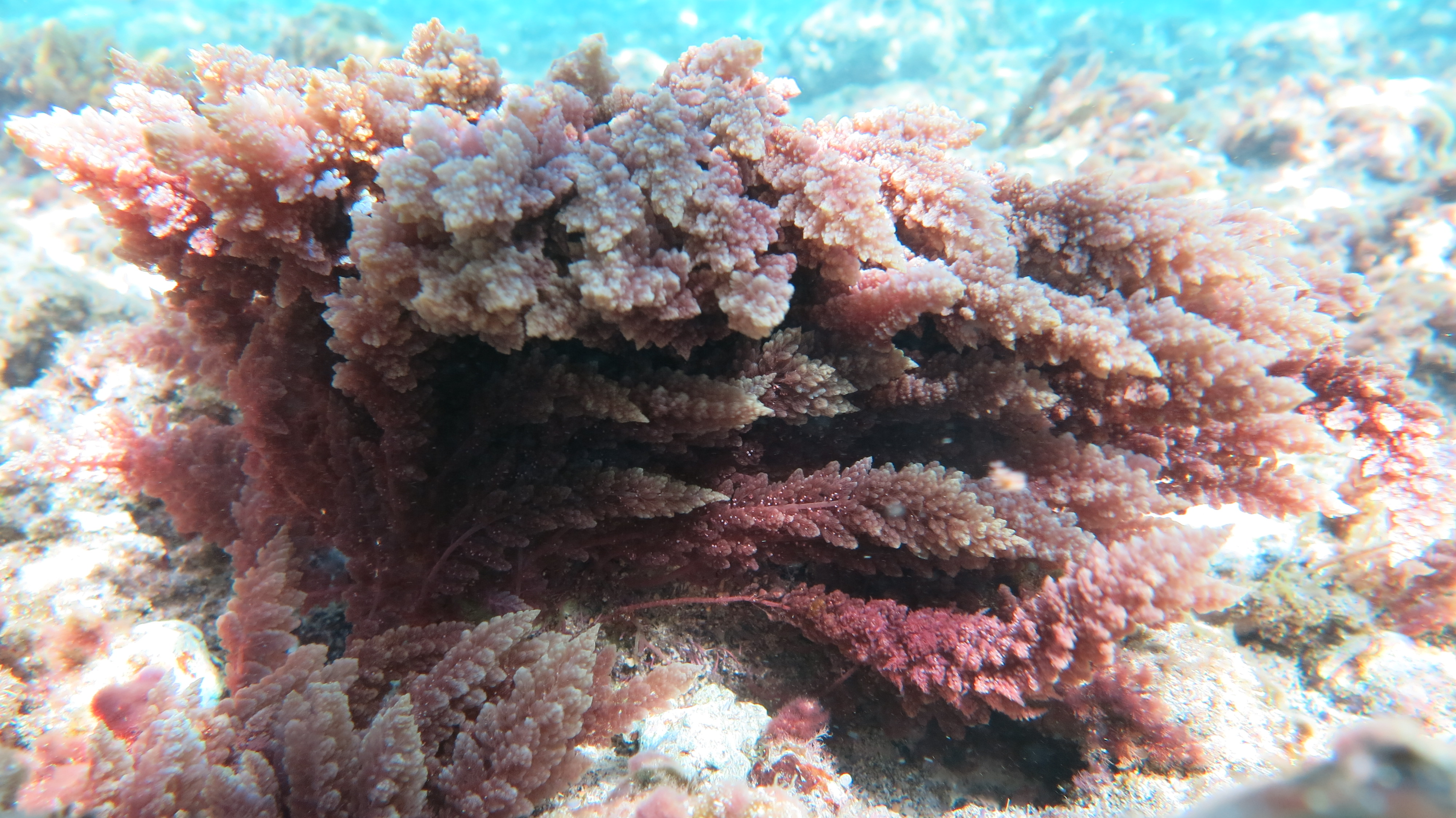
A. taxiformis em seu habitat no fundo do oceano.

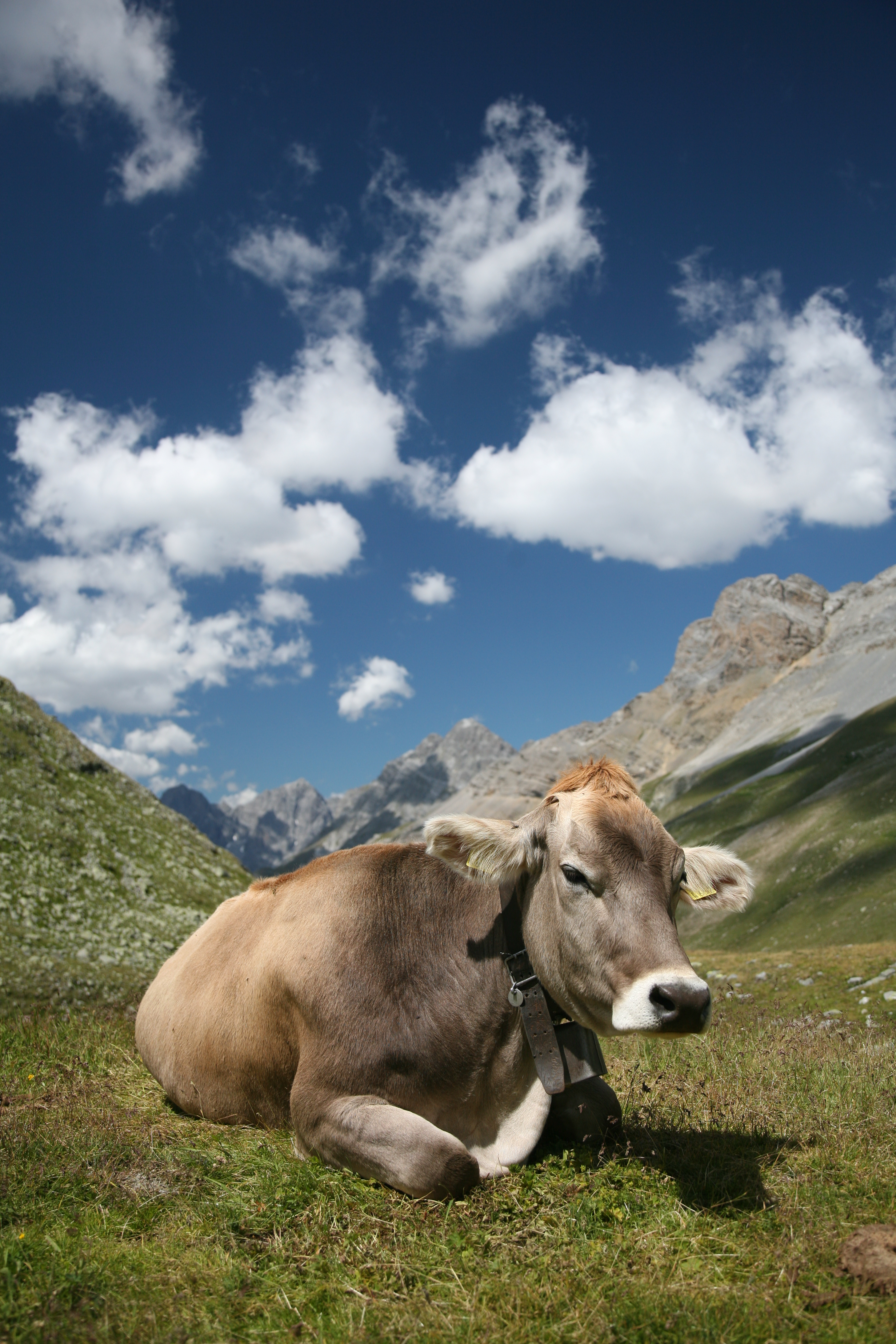
As vacas arrotam toneladas de metano, gás de efeito estufa, proveniente da fermentação do intestino anterior. No entanto, se apenas uma pequena percentagem da sua dieta for A. taxiformis, esta percentagem é bastante reduzida.

Em 2014, investigadores da CSIRO e da Universidade James Cook demonstraram que alimentar ruminantes com uma dieta contendo um a dois por cento de algas vermelhas reduziu as suas emissões de metano em mais de 90 por cento. Dos 20 tipos de algas testadas, A. taxiformis mostrou-se a mais promissora, com quase 99% de eficácia.
As descobertas estimularam investigações adicionais sobre seus efeitos na produção de metano entérico em animais ruminantes. Em 2016, a mesma equipe mostrou que 2-5% da biomassa de algas marinhas reduziu efetivamente a produção em 98-100% in vitro e, num estudo separado, identificou os bioativos em A. taxiformis. Enquanto o extrato de diclorometano foi o bioativo mais potente, reduzindo a produção de metano em 79%, o bromofórmio e o dibromoclorometano tiveram a maior atividade inibindo a produção de metano, e apenas o bromofórmio está presente em quantidades suficientes para ser eficaz. Em 2020, mostraram que uma adição de 0,2% de A. taxiformis à alimentação do gado reduziu as emissões de metano do gado em mais de 98%. Em 2021, uma equipe da UC Davis descobriu que adições de 0,25% e 0,5% reduziram as emissões entéricas de metano do gado em 69,8% e 80%, respectivamente.
Não se espera que o fornecimento proveniente da colheita selvagem seja adequado para apoiar a adopção generalizada. Após o estudo australiano, a CSIRO criou a FutureFeed Pty Ltd., que detém os direitos globais de propriedade intelectual (PI) para a utilização de Asparagopsis na alimentação do gado, com o objetivo de reduzir significativamente as emissões de metano entérico em ruminantes. Em 2020, a FutureFeed ganhou o Prêmio Food Planet no valor de US$ 1 milhão pela pesquisa por trás de sua criação.
A. taxiformis ainda não foi cultivada comercialmente em grande escala, mas várias empresas estão trabalhando nesse sentido à medida que disponibilizam as algas marinhas para a indústria pecuária . Uma iniciativa de investigação/desenvolvimento chamada Greener Grazing procura fechar o ciclo de vida de A. taxiformis e demonstrar o crescimento baseado no oceano. Uma startup do KTH Royal Institute of Technology, Volta Greentech e Blue Ocean Barns no Havaí, estão cultivando A. taxiformis em tanques verticais, próximos à costa, baseados em terra, usando água do mar para fornecer temperatura e nutrientes adequados. Symbrosia, da Universidade de Yale, busca integrar o cultivo com camarão de perna branca em terra, usando uma tecnologia com patente pendente. Outra start-up, CH4 Global, desenvolveu EcoParks energeticamente eficientes na Austrália e na Nova Zelândia para produzir A. taxiformis para utilização nas suas soluções para gado confinado. CH4 Global fez parceria com a Clean Seas para cultivar A. taxiformis em Arno Bay, Austrália, onde utiliza resíduos de carbono e nitrogênio das fazendas de peixes oceânicas da Clean Seas como alimento para as algas marinhas.
Volta Greentech, Blue Ocean Barns, Symbrosia e CH4 Global foram apoiadas por fundos de capital de risco.